# Salai

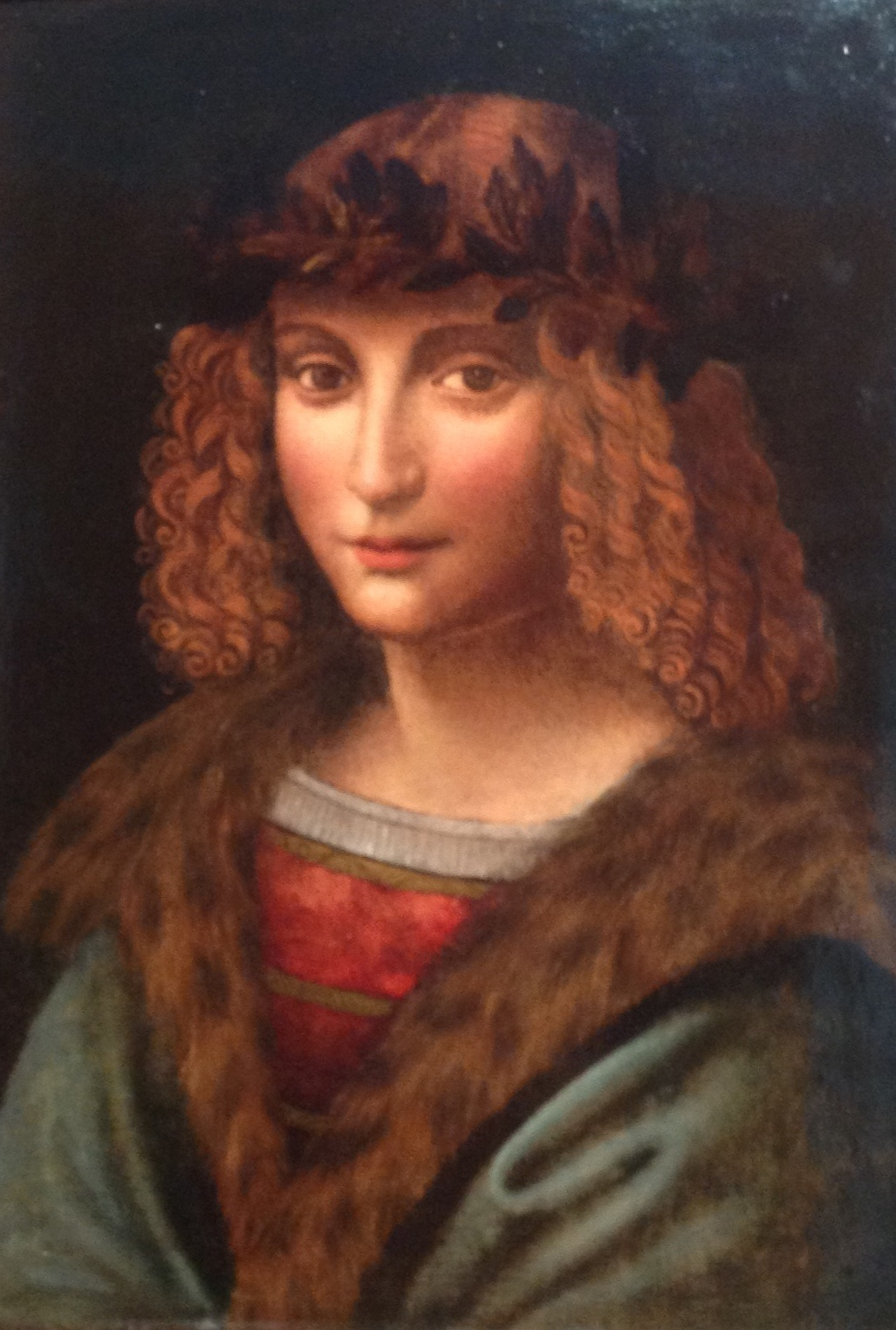
Retrato de Salai, (circa 1502-03). Óleo sobre tabla, 37x29 cm. Colección privada Alos Foundation.

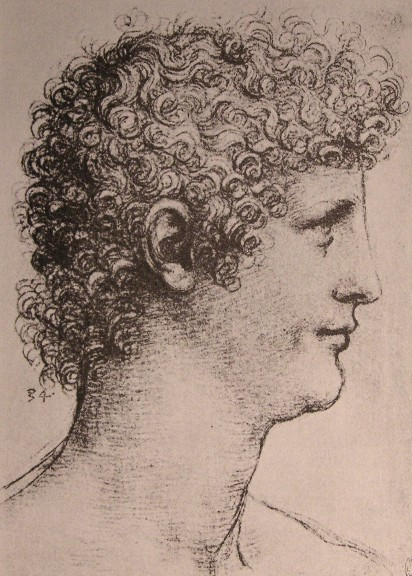
Retrato de Salai, por Leonardo da Vinci.

Gian Giacomo Caprotti da Oreno, llamado Salai o Salaino (nacido hacia 1480 - Milán, 19 de enero de 1524), fue un pintor renacentista italiano, discípulo y ayudante de Leonardo da Vinci.

## Vida
En 1490, estando en Milán, Leonardo tomó a su servicio a Gian Giacomo Caprotti da Oreno. Así lo anota Leonardo en un cuaderno: «El día de la Magdalena» de 1490 Giacomo fue a vivir con él. Era hijo de unos campesinos procedentes de Oreno, localidad próxima a Milán. Sus padres se llamaban Giovanni y Caterina (como la madre de Leonardo) y tenía dos hermanas que aparecen puntualmente en su vida, generalmente pidiendo dinero o reclamando herencias. 
Un año más tarde, el propio Leonardo lo califica de «ladrón, embustero, obstinado, glotón». Igualmente, anota Leonardo las fechorías del pequeño, sus travesuras y sus pequeños hurtos. Este es el inicio de la relación más duradera y estable de la vida de Leonardo, pues Salai vivió veinticinco años junto al maestro, quien siempre lo tratará con indulgencia. 
Tiempo después empezó a referirse a él como «Salai», nombre de un diablo, personaje del Morgante de Luigi Pulci. Salai puede venir también de los verbos italianos salare, que es utilizado popularmente en expresiones que indican incumplimientos (salare la scuola, «hacer novillos») o salassare, «sangrar» (salassare uno es sinónimo de sacarle a alguien el dinero). Para finalizar, algo salato figuradamente es algo que resulta caro al bolsillo y también se puede referir a un comentario punzante o mordaz.[cita requerida]
Salai siempre fue presentado como el discípulo predilecto del maestro. En las pocas obras que se conservan de su mano se aprecia su estilo correcto, de eficaz imitador, pero muy distante de la sensibilidad y delicadeza de Leonardo. Se le atribuye un retrato de Lisa del Giocondo desnuda, conocido como Monna Vanna, pintado en 1515 con el nombre de Andrea Salai.
Se ha especulado mucho sobre la naturaleza de la relación entre maestro y discípulo, si tuvo o no un componente sexual y a partir de qué momento, dado que entró al servicio de Leonardo siendo un niño. El retrato que hace Lomazzo de la relación de Leonardo con Salai como homosexual ha encontrado apoyo en la naturaleza homoerótica de la pintura de Leonardo Juan el Bautista para la que Salai parece haber sido el modelo. El erotismo de esta pintura ha sido analizado por críticos como Martin Kemp y James Saslow.
Cuando Leonardo desea reproducir un tipo físico hermoso, acude a los rasgos de Salai, sobre todo a su perfil característico, de nariz recta, frente y mentón redondeados y cabellera rizada y abundante. Es el prototipo de rostro angélico y andrógino, ya que los rasgos del muchacho eran algo femeninos. 
Varios dibujos de Leonardo son representaciones muy eróticas del mismo hombre joven. El nombre de Salaino aparece también (tachado) en la parte posterior de un dibujo erótico (h. 1513) del artista, El ángel encarnado, en una época en la colección de la reina Victoria. Es visto como una variación humorística de su obra principal, San Juan Bautista.
Salai siguió a Leonardo cuando tuvo que irse de Milán tras la toma por los franceses, y en sus viajes por toda Italia, así como su marcha final a Francia. No obstante, Salai acabó volviendo a Italia en 1518. Regresó a Milán. Leonardo, al morir en 1519, le legó una buena parte de su herencia.
Al poco tiempo, Salai se casó con una mujer llamada Bianca. Murió el 19 de enero de 1524, al recibir un disparo, probablemente procedente de las tropas francesas, durante el sitio de Milán, ciudad en la que fue enterrado el 10 de marzo del mismo año.
Solo a principios del siglo XX se reconstruyó la verdadera identidad de Salai, gracias a la investigación de Gerolamo Calvi y de Luca Beltrami, actualizada y confirmada posteriormente por otros estudiosos.

## Galería

Salaino como Juan Bautista, por Leonardo da Vinci.
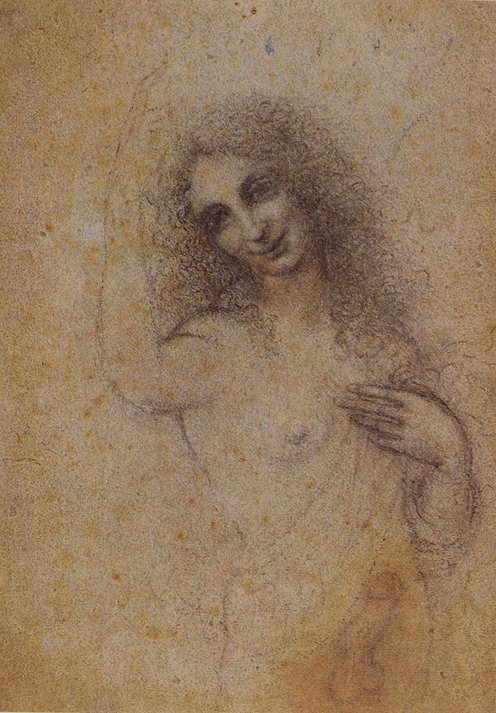
Salai como El ángel encarnado (Angelo incarnato), por Leonardo da Vinci
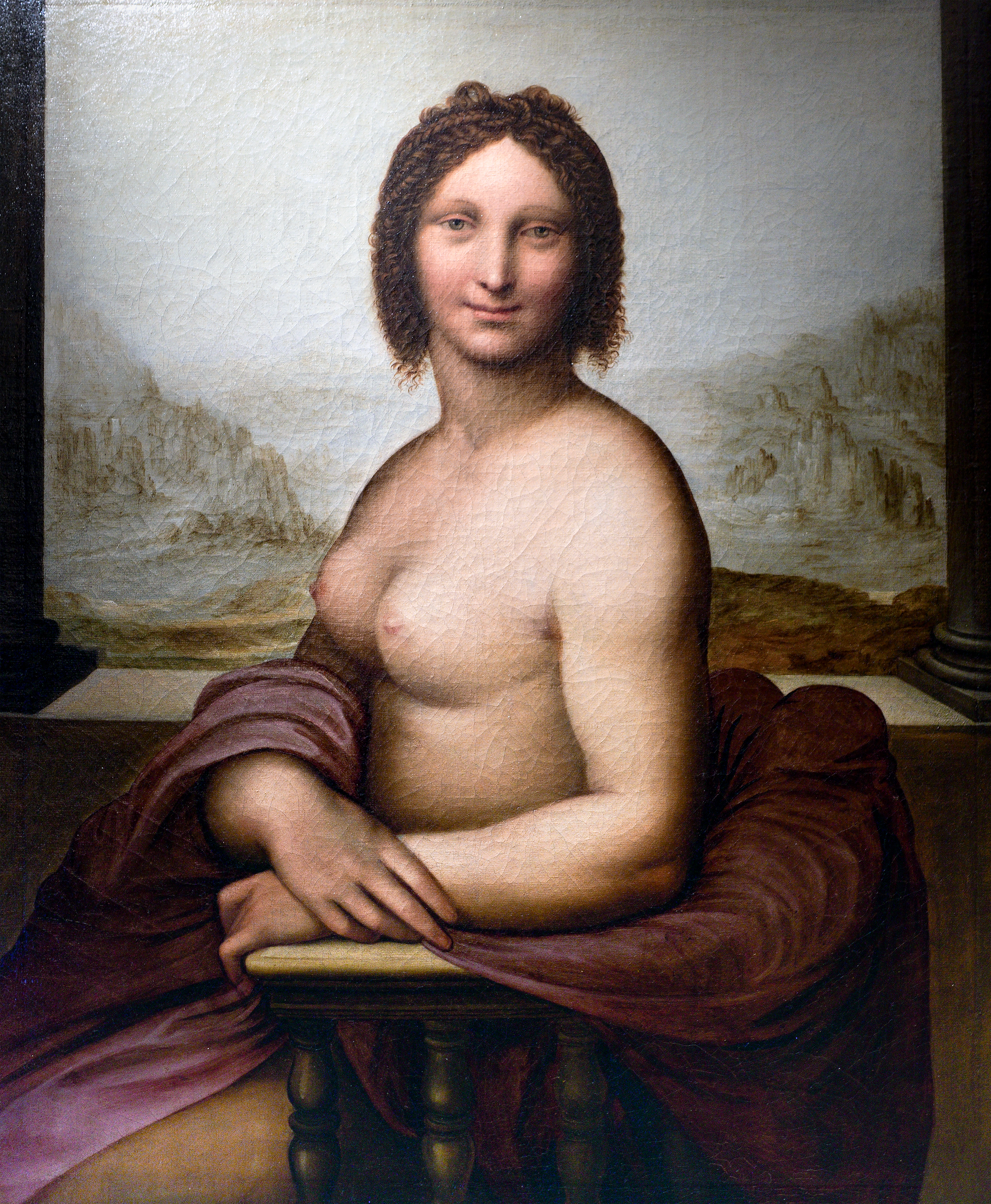
Monna Vanna, obra atribuida a Salai.
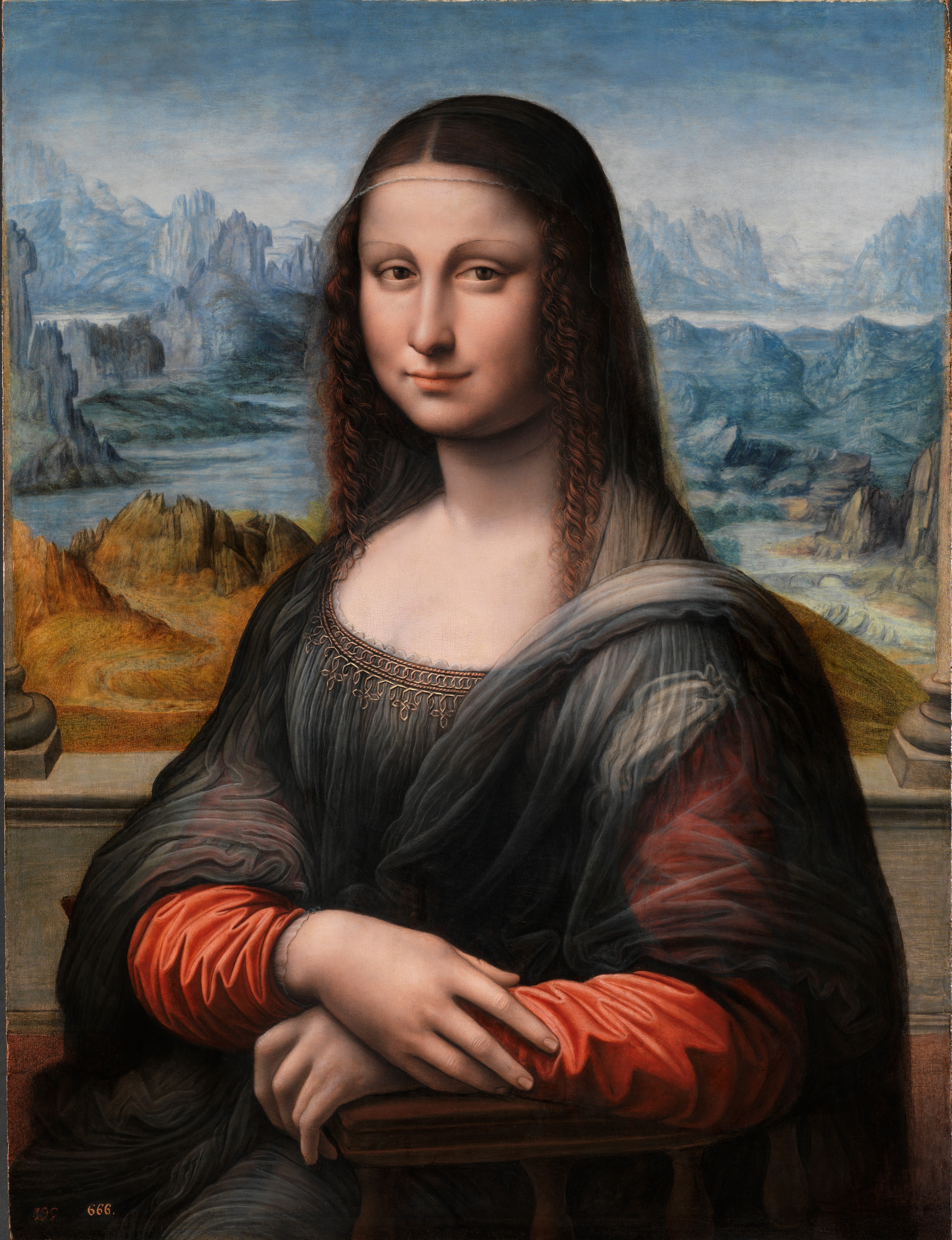
Réplica de La Gioconda, posible obra de Salai.
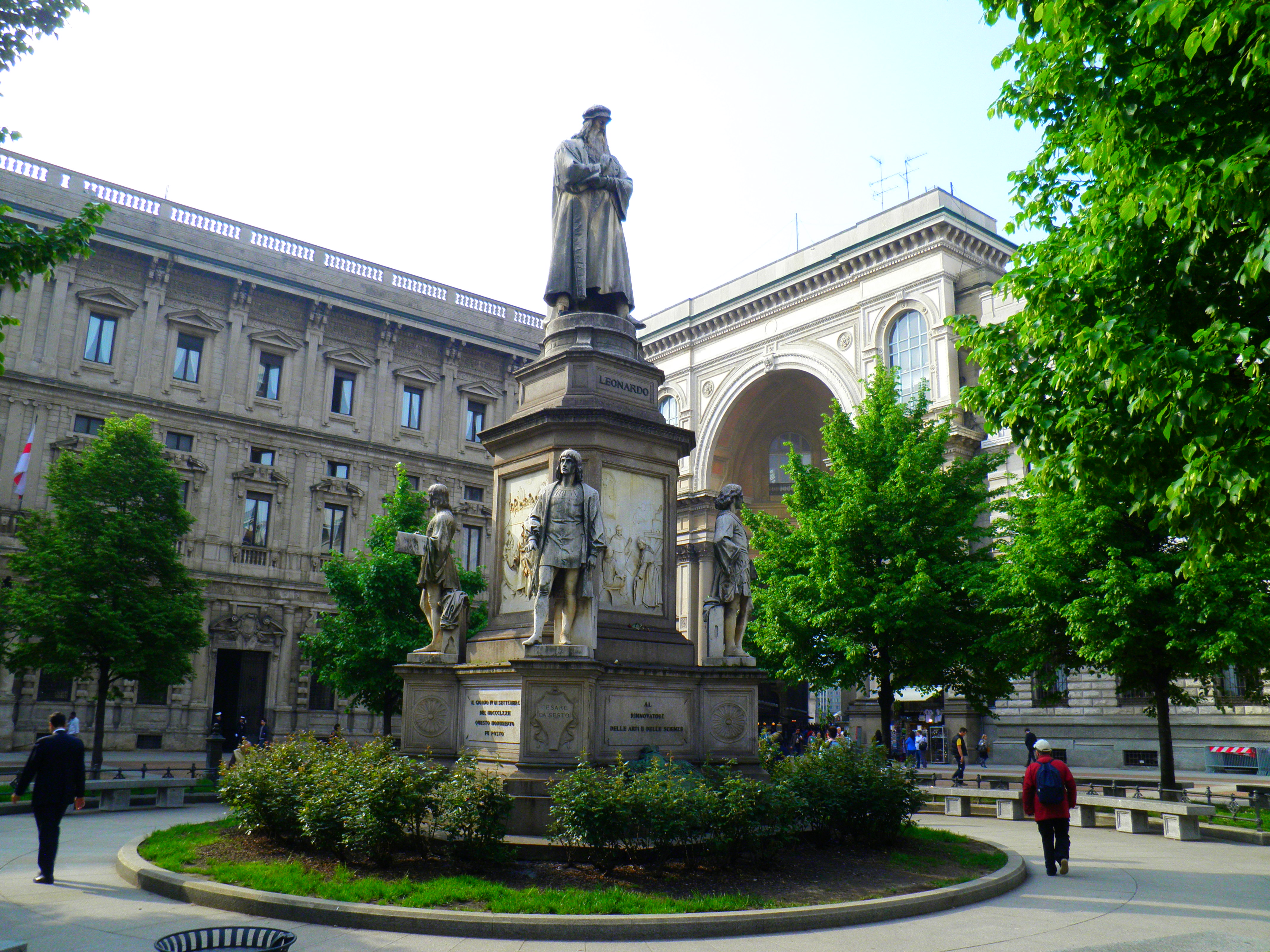
Monumento a Leonardo en Milán. Entre los cuatro estudiantes figura Salai.